# Gerold Krause-Junk
Gerold Krause-Junk (* 1936) ist ein deutscher Wirtschaftswissenschaftler und emeritierter Professor für Finanzwissenschaft an der Universität Hamburg.

## Leben
Gerold Krause-Junk promovierte 1965 an der wirtschafts- und sozialwissenschaftlichen Fakultät der Freien Universität Berlin. Thema seiner Dissertation war Staatsausgaben, Einkommensniveau und Wirtschaftsstruktur. Kreislauftheoretische Betrachtungen über Wirkungen öffentlicher Ausgaben. Von 1965 bis 1966 absolvierte Krause-Junk ein Auslandsstudium als Gast der Fakultät am Massachusetts Institute of Technology (MIT) in den Vereinigten Staaten von Amerika (USA).
1969 gelang ihm die Habilitation an der Universität Hamburg. Das Thema seiner Habilitationsschrift lautete Das Allokationsoptimum und das Äquivalenzprinzip der Besteuerung. Von 1969 bis 1983 fungierte Gerold Krause-Junk als Professor für Finanzwissenschaft an der Freien Universität Berlin. Von 1983 bis 2002 hatte er die Professur für Finanzwissenschaft an der Universität Hamburg inne. Seit 2002 ist Krause-Junk emeritiert.
Gerold Krause-Junk war bis 2020 Mitglied des Wissenschaftlichen Beirats beim Bundesministerium der Finanzen, von 1995 bis 1998 als dessen Vorsitzender. Im Sommersemester 2013 ist Krause-Junk Inhaber der 14. Johannes Gutenberg-Stiftungsprofessur an der Johannes Gutenberg-Universität Mainz.

## Forschungsschwerpunkte
Seine Forschungsschwerpunkte und -gebiete waren Wohlfahrtstheorie, Steuerpolitik und Internationale Finanzordnung.

## Schriften (Auswahl)
- Als Herausgeber: Steuersysteme der Zukunft, Duncker & Humblot Verlag, Berlin 1998, ISBN 3-428-09270-8 (Jahrestagung des Vereins für Socialpolitik, Gesellschaft für Wirtschafts- und Sozialwissenschaften, vom 25. bis 27. September 1996 in Kassel)